# بيز برونا
بيز برونا (بالإنجليزية: Piz Prüna)‏ هو أحد جبال سلسلة جبال الألب ليفينغو ويقع في كانتون غراوبوندن في سويسرا. يحتل المرتبة رقم 158 في قائمة جبال سويسرا من حيث الارتفاع، إذ يبلغ ارتفاعه حوالي 3153 متر، بينما يبلغ ارتفاع نتوء الجبل 317 متر.